# Parvilucifera
Parvilucifera es un género de alveolados marinos que actúan como endoparásitos de dinoflagelados. Fue descrito en 1999 por los biólogos Fredrik Norén y Øjvind Moestrup, quienes identificaron el género en colecciones de dinoflagelados Dinophysis frente a la costa de Suecia. Inicialmente confundidos con productos de reproducción sexual, los cuerpos redondos encontrados en estas colecciones fueron reconocidos finalmente como esporangios, estructuras esféricas que generan zooesporas de un protista parásito. Este organismo fue identificado posteriormente como P. infectans, la especie tipo. El examen de este organismo y su estrecha relación genética con Perkinsus llevó a la creación del filo Perkinsozoa dentro del grupo Alveolata.
El complejo ciclo de vida de Parvilucifera consiste en zooesporas biflageladas que infectan una variedad de especies de dinoflagelados, se convierten en alimentadores intracelulares o trofontes y finalmente se desarrollan en esporangios que generan más zooesporas. Las especies de Parvilucifera podrían ayudar a controlar las floraciones algales nocivas de dinoflagelados.

## Sistemática

### Etimología
El nombre de este género deriva (del lat: parvus ‘pequeño’), en referencia a la apariencia pequeña y refractante de los organismos.

### Historia
El género fue descrito por primera vez por los biólogos Fredrik Norén y Øjvind Moestrup en 1999. Fue aislado frente a la costa oeste de Suecia. El descubrimiento se realizó mediante colecciones de dinoflagelados Dinophysis de la costa, que contenían cuerpos redondos que se asumieron como productos de reproducción sexual. Tras su conservación en refrigeración durante dos semanas, los dinoflagelados habían muerto, pero los cuerpos redondos permanecieron. Estos fueron investigados más a fondo y se descubrió que eran esporangios de un protista parásito, descrito posteriormente como Parvilucifera infectans.
Inicialmente, se asumió que los zoides observados crecerían hasta convertirse en células de dinoflagelados, y hubo mucho debate sobre si los esporangios provenían de parásitos. Sin embargo, observaciones similares de cuerpos redondos se realizaron con material planctónico de la misma costa sueca, lo que llevó a una investigación más profunda. Mediante el examen combinado de microscopía óptica y microscopía electrónica, junto con la secuenciación de ADN de los esporangios emergentes de los zoides, el organismo mostró similitudes con Perkinsus, un protista perteneciente al grupo Alveolata (que contiene dinoflagelados, ciliados, apicomplejos y otros). Los zoides misteriosos diferían de los dinoflagelados y apicomplejos en la ultraestructura de su flagelo, lo que llevó a la creación de un nuevo filo, Perkinsozoa, que abarca a Perkinsus y al nuevo género Parvilucifera.
Tras el descubrimiento de P. infectans, la siguiente especie descubierta fue P. sinerae, la más cercana a P. infectans. Luego siguieron el descubrimiento de P. prorocentri (hoy Snorkelia prorocentri), P. rostrata, P. corolla y finalmente P. multicavata.

### Clasificación
Parvilucifera es un género de Alveolata, un diverso clado de microbios eucariotas (protistas) dentro del supergrupo SAR. En particular, pertenece a los Perkinsozoa, un clado estrechamente relacionado con los dinoflagelados según la filogenética molecular. Durante décadas, este género ha sido clasificado dentro del orden Rastrimonadida como parte de la clase Perkinsea, sin asignación a ningún taxón de rango familiar. En 2017, se creó una nueva familia Parviluciferaceae para acomodar a Parvilucifera y dos géneros perkinsozoanos adicionales: Dinovorax y Snorkelia.
Hasta 2020, hay cuatro especies válidas en este género. Dos especies, P. infectans y P. sinerae, se consideraron durante mucho tiempo especies diferentes, pero luego se reveló que eran la misma a través de un conjunto de datos genéticos, morfológicos y ultraestructurales. Una especie, P. prorocentri, estuvo anteriormente en este género, pero fue transferida a un nuevo género Snorkelia. Las especies se diferencian entre sí por distancia genética y morfología. Por ejemplo, P. multicavata se diferencia de la especie tipo P. infectans por un mayor número de aperturas en sus esporangios, aunque de menor diámetro. P. rostrata se distingue por la forma y tamaño de las ornamentaciones que cubren la pared del esporangio. Por último, P. corolla se distingue de otras por la disposición radial de las zooesporas dentro del esporangio en maduración, entre otros rasgos como la forma de gota de las propias zooesporas.
- Parvilucifera corolla Reñé, Alacid, Figueroa, Rodríguez & Garcés 2016
- Parvilucifera infectans Norén & Moestrup 1999 (sin. P. sinerae Figueroa & Garcés 2008)[4]
- Parvilucifera multicavata Jeon & Park 2020
- Parvilucifera rostrata Karpov & Guillou 2013[7]

## Biología y ciclo de vida

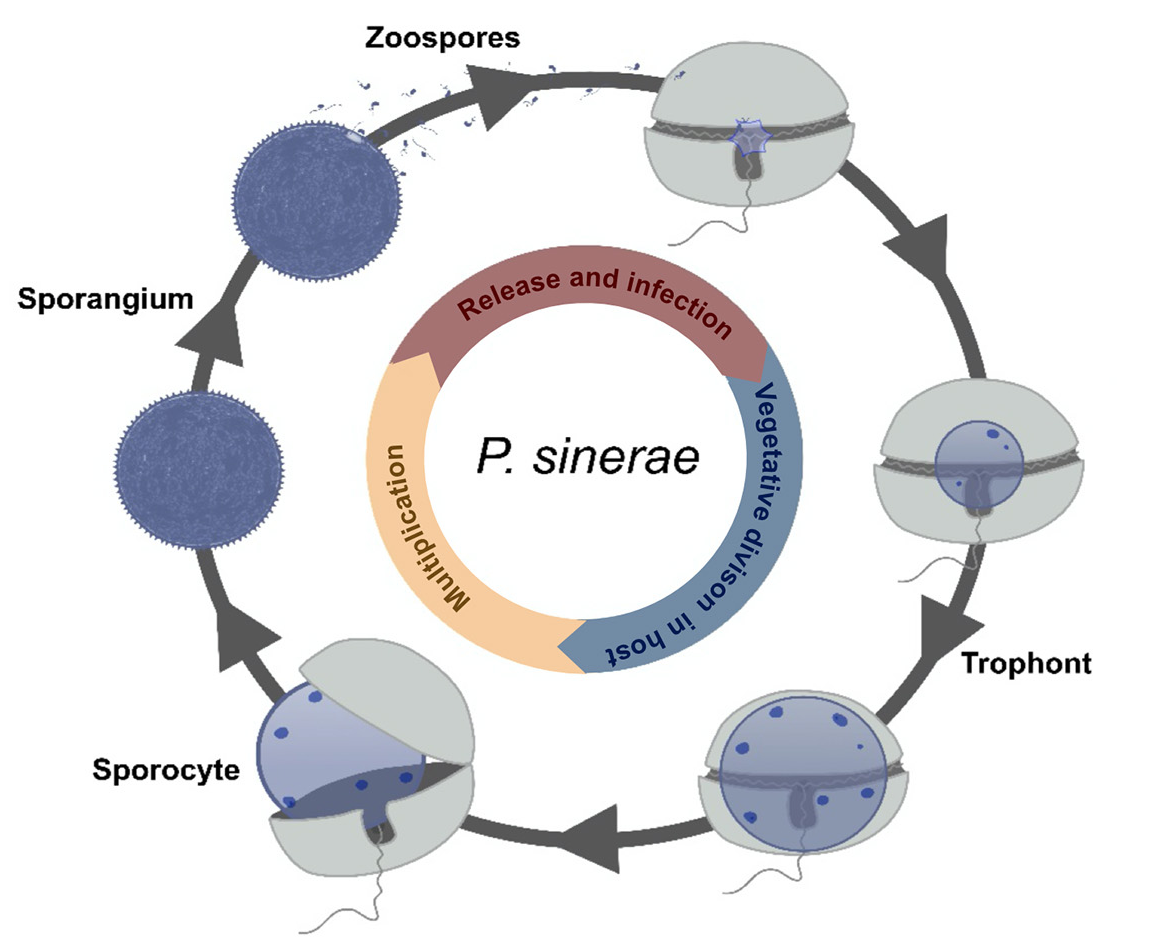
'“Parvilucifera sinerae”' infectando a su dinoflagelado huésped

Parvilucifera son unicelulares alveolados que actúan como endoparásitos de dinoflagelados. El ciclo de vida general de la mayoría de las especies de Parvilucifera consiste en: una etapa infecciosa de zooesporas nadadoras de vida libre, también llamadas zoides; una etapa de alimentación intracelular de trofontes; y el desarrollo de un esporangio de reposo dentro de la célula huésped, que a su vez genera más zooesporas.

### Zooesporas
Las zooesporas de Parvilucifera, también llamadas zoides, son alargadas o con forma de gota y tienen dos flagelos. Se caracterizan por un gran cuerpo refractante en la parte posterior de la célula (de ahí el nombre Parvilucifera, que significa «pequeño brillante»), probablemente un grano de almidón, ubicado dentro de una vacuola. Presentan dos flagelos desiguales: uno anterior largo y otro posterior más corto, ambos originándose en la parte anterior de la célula. Los dos flagelos son ortogonales, originándose cerca uno del otro, cada uno en una cavidad. Además, las células contienen un núcleo estirado que se extiende desde la inserción del flagelo hasta el extremo posterior. Como otros alveolados, también presentan grandes mitocondrias con cristas tubulares, numerosos alveolos corticales, y un complejo apical. Su complejo apical está reducido en comparación con el de los apicomplejos, e incluye un pseudo-conoide, vesículas similares a roptrias y micronemas, similares a las observadas en Ichthyodinium, Amoebophrya y Perkinsus. Su pseudo-conoide es una estructura en forma de lámina de cinco miembros, y la estructura de conoide más simple descubierta hasta ahora entre los alveolados. Estas estructuras probablemente juegan un papel en la infección de células, porque son homólogas a las estructuras encontradas en apicomplejos, donde el complejo apical secreta enzimas que les permiten entrar en la célula huésped.
Las zooesporas de cada especie de Parvilucifera son ligeramente diferentes entre sí. Las zooesporas de P. corolla tienen forma de gota, mientras que las de P. infectans/P. sinerae son alargadas. La longitud promedio es de aproximadamente 2.9 μm y el ancho de las zooesporas es similar entre las tres especies. Las zooesporas de P. rostrata muestran un rostro, una estructura similar a una probóscide en la región apical, y son de mayor tamaño.

### Infección y trofontes
En una especie, P. sinerae, el proceso de infección puede seguir dos vías diferentes, dependiendo de si el dinoflagelado huésped es tecado (es decir, con una capa externa protectora de placas de celulosa) o atecado. Si el dinoflagelado es tecado, la vía de infección será nuclear: el proceso continuará con el desprendimiento de la teca del dinoflagelado. Si la célula huésped no tiene placas protectoras, la infección cytoplásmica procederá, indicada por la presencia de estructuras similares a vacuolas en el citoplasma y una mayor resistencia de la célula huésped.
Los endoparásitos, una vez que infectan la célula, se transforman en trofontes y degradan los contenidos cytoplásmicos de la célula huésped. A medida que continúa el proceso de alimentación, los contenidos de la célula huésped se degradan por completo o se empujan hacia los bordes externos de la célula. Cuando esta etapa termina, se desarrolla un esporangio más o menos esférico.

### Esporangios
El tamaño del esporangio es proporcional al tamaño de la célula huésped. La superficie del esporangio está ornamentada con verrugas dispuestas regularmente, de aproximadamente 0.6–0.8 μm de largo. También presenta varias aperturas simples, cada una cubierta por un opérculo, a diferencia de los esporangios de pared lisa observados en Perkinsus. La pared del esporangio tiene una estructura compleja, con una capa interna gruesa rodeada por una capa opaca casi igual o ligeramente más delgada en la que están incrustadas las verrugas. A medida que madura, el esporangio adquiere un color negruzco. Las zooesporas se desarrollan dentro, ya sea en la célula huésped muerta o después de que el esporangio se libera del huésped. Los zoides escapan a través de las aperturas mencionadas. El número de zoides producidos por cada esporangio depende de su tamaño, pero generalmente se liberan alrededor de 500 zoides, y tarda de 5 a 10 minutos en liberar todos los zoides. Posteriormente, el citoplasma de donde se abstrajeron los zoides se convierte en un cuerpo residual dejado en el esporangio, que consiste en granos de almidón, mitocondrias, retículo endoplásmico y un área grande similar a un núcleo central.

## Ecología

### Hábitat
La presencia de Parvilucifera, junto con otros Perkinsozoa, se ha demostrado en agua dulce, agua marina y sedimentos. P. infectans se ha encontrado en la costa de Suecia, donde fue descubierto por primera vez, especialmente en sedimentos marinos.
A través de estudios experimentales, se ha encontrado que niveles más bajos de salinidad posiblemente promueven una mayor tasa de infección. Dos especies, P. infectans y P. sinerae, pueden sobrevivir condiciones extremas en su fase de esporangio, debido a la resiliencia del quiste del huésped que puede proteger a las zooesporas. Los esporangios pueden sobrevivir a temperaturas frías durante muchos meses.

### Rango de huéspedes
Todas las especies de Parvilucifera se consideran parásitos generalistas para dinoflagelados, lo que significa que pueden infectar una amplia gama de especies de dinoflagelados. La única excepción fue una especie anteriormente incluida en este género, Snorkelia prorocentri, que se especializaba en el dinoflagelado Prorocentrum fukuyoi. Sin embargo, los estudios apuntan cada vez más hacia preferencias por especies particulares de dinoflagelados.

### Importancia en floraciones algales
La importancia práctica de Parvilucifera es un tema de interés, ya que el género se ha demostrado como un factor de control de muchas floraciones algales nocivas de dinoflagelados. Las floraciones de dinoflagelados son conocidas por ser perjudiciales para la industria de los mariscos y por producir toxinas potentes. Algunos dinoflagelados también son conocidos por causar mortalidad masiva de fauna y pueden ser incluso fatales para los humanos. Las especies de Parvilucifera tienen un rango de huéspedes dinoflagelados generalista y, por lo tanto, podrían servir como reguladores negativos de las comunidades de dinoflagelados. Hay investigaciones en curso para entender los rangos de huéspedes específicos para cada especie con el fin de controlar mejor las floraciones de dinoflagelados.